# アラワク語族
アラワク語族（アラワクごぞく、スペイン語: Arahuacan 英: Arawakan family）またはアラワク諸語（アラワクしょご、ポルトガル語: Línguas aruaques, 英: Arawakan languages）とは、古代の南アメリカの先住民が先コロンブス期から話してきた数々の言語のこと。いわゆる新世界において最大の規模を誇る語族である。話者は中央アメリカに加えて、現在のバハマを含むカリブ海地域と、大西洋の大アンティル諸島、小アンティル諸島に移住した。現在の南米諸国のほぼすべてにアラワク語族を話す人々が住んでいたとわかっている。ただしエクアドル、ウルグアイ、チリは例外である。
この言語群の中ではワユ語が最も大きく、ガリフナ語がこれに続く。場合によってはマイプレ諸語（マイプレしょご、西: Maipuran, Maipureano, カタルーニャ語: Maipúre, 英: Maipurean, Maipuran）という括りが用いられることもあり、仮説上の大アラワク諸語系の他の語族との関連が考えられる。

## 名称
フィリッポ・S・ギリイ（Filippo S. Gilii）は1782年、比較の基準として用いたベネズエラのマイプレ語にちなんで「マイプレ語」と名付けた。1世紀を経て改名されたときは、より重要な文化の要素であるアラワク語にちなんでいる。やがて「アラワク」Arawak という用語を当てるようになり、北アメリカ大陸出身の研究者が概念をさらに発展させて、大アラワク語が提唱される。
その際に、中核語族に対してマイプレ諸語という名が復活した。

## 分布
既に死語となったものも含めればアラワク諸語の話される地域はグアテマラ、ベリーズ、ホンジュラス、ニカラグア、アンティル諸島、仏領ギアナ、スリナム、ガイアナ、ベネズエラ、コロンビア、ブラジル、パラグアイ、アルゼンチン、ボリビア、ペルーと非常に広域にわたる。

## 歴史
アラワクという語は16世紀の探検記に現れる。大アンティル諸島、小アンティル諸島北部などに暮らしていたタイノ族（島嶼アラワク）の祖先は紀元前後の数百年の間にオリノコ川河口からカリブ海の島々に移住したと考えられているが、アラワクという集団全体の歴史的な起源や移動に関しての定説はまだ確立されていない。アラワクという集団は通常、地理的な観点から内陸アラワクと島嶼アラワクとに区別されるが、言語的な観点からしてもこの二者同士の差は大きい。
アラワク系、その中でも特にマイプレ系とされた言語に関する記録自体は18世紀後半から行われてきたものの、その大半は語彙の一覧表レベルにとどまり、個別言語について緻密な言語学的分析に基づいた研究が出るまでには1960年代を待たねばならなかった。やがて1972年にはエスター・マッテソン（Esther Matteson）が17の言語からアラワク祖語（英: proto-Arawakan）の再構を試みるようになる。しかしテランス・カウフマンはこれに対し、一方でマッテソンの研究内容を痛烈に批判した。アラワク語族ではないアラワ語族やハラクムブット語を含むことでようやく同源語や再構形が成り立つ点、パレシ語、ワユ語、ガリフナ語のデータの引用が含まれる点、ごく一部の言語以外において証明されていない分節音や形態の合成に基づいた再構である点、また認められていない超分節的屈折接頭辞が扱われている点を挙げている。カウフマンはその他方、デイヴィッド・ペイン（David Payne）の研究について、当時は存在していたマイプレ諸語のほぼ全てを集めて音韻の再構を行い、分岐の道筋を追っていると紹介した上で、ペイン（1990）で祖語由来と考えられる語彙に基づいた分類を行ったことは、「アラワク系の比較研究におけるきわめて大きなステップである」と評している。

## 分類
分類は諸説あり、ノーブル（1965）で提案されて以来、語族にアラワク（Arawakan）、語派にはマイプレ（Maipuran）を用いることが多くの研究者に受容されている。カウフマン（1994）は、現存するアラワク諸語はマイプレ言語系（英: Maipurean stock）としてすでに定着している言語も含めて、全て下位分類を見直す必要性があるのではないかとし、「マイプレ」と「アラワク」という標記の区分は1994年時点の比較研究の段階では限界があるとしている。
ここではハマストローム（2016）をベースとする。ラテン文字表記は特に脚注がない限り同左やルイス他（2015）に、日本語名は細川（1988）やカウフマン（2000）などによる。
凡例：†は死語を表す。
- 西部マイプレ語派（Western Maipuran）
  - アムエシャ語（英語版）（Amuesha; 別名: アモエシャ語 (Amoesha[2])、Yanesha'語）
  - チャミクロ＝モリケ諸語（Chamicuro-Morike）
    - チャミクロ語（Chamikuro[2]、Chamicuro）
    - モリケ語（英語版）（Morike）[注釈 1]†

- 中央マイプレ語派（ポルトガル語版、スペイン語版）（Central Maipuran）
  - クステナウ語（英語版）（Custenau[5], Kustenau）
  - パレシ＝サラヴェカ＝サルマ諸語（Paresi-Saraveca-Saluma）
    - サラヴェカ語（英語版）（Saraveca; 別名: サラベ語 (Sarave)[2]）†
    - サルマ語（英語版）（Salumã; 別名: サルマン語 (Salumán)[2]、Enawené-Nawé語）
    - パレシ語（英語版）（Paresí; 別名: Parecís語）

  - ヤワラピティ語（英語版）（Yawalapití; 別名: ヤウラピティ語 (Yaulapiti)[5]）
  - ワウラ＝メイナク諸語（Waura-Mehinaku）
    - メイナク語（英語版）（Mehinacú[5], Mehináku, Meinaku[注釈 2]）
    - ワウラ語（英語版）（Waurá）[注釈 2]

- 東部マイプレ語派（Eastern Maipuran）
  - パリクール語（英語版）（Palikur[2], Palikúr）
  - マラワン語（英語版）（Marawan）†

- 北部マイプレ語派（Northern Maipuran）
  - 上オノリコ諸語（ポルトガル語版）
    - Maipure-Avane諸語
      - バニバ語（英語版）（Baniva; 別名: Abane語）
      - マイプレ語（英語版）（Maipure）†

    - Pareni諸語
      - ヤビテロ語（英語版）（別名: ヤビテーロ語[5]）†[注釈 3]
      - ワレケナ語（英語版）（Warekena; 別名: グアレケナ[2] (Guarequena)）

  - アポリスタ語[5]（Apolista; 別名: ラパチュ語 (Lapachu)[注釈 1]）†
  - カリブ海諸語
    - アイランド・カリブ＝ガリフナ諸語（Island Carib-Garifuna）
      - アイランド・カリブ語（英語版）（Island Carib; 別名: カリフォナ語 (Kalhíphona)[2]）†
      - ガリフナ語（Garifuna, Garífuna）

    - アラワク語（Arawak; 別名: ロコノ語 (Lokono)）
    - グァヒロ＝パラウハノ諸語（Guajiro-Paraujano）
      - パラウハノ語（英語版）（Paraujano; 別名: パラオハン語 (Paraujan)[5]）
      - ワユ語（Wayuu, Wayu, Wayúu; 別名: ゴアヒロ語[5] (Goajiro)、グァヒロ語[5] (Guajiro)、ワヒロ語[2] (Wahiro)）

    - タイノ語（Taino, Taíno）†

  - Inland Northern Maipuran諸語
    - Alto Negro諸語
      - アナウヤ語（英語版）（Anauyá）
      - ギナオ語（英語版）（Ginao[2], Guinau）†
      - バレ語（英語版）（Baré; 別名: Barawana語）
      - ヤバーナ語（英語版）（Yabaana[5], Yabaâna; 別名: ヤバアナ語 (Yabaána)[2]）†

    - ジャプラ＝コロンビア諸語（Japura-Colombia）
      - カイウィシャナ語（英語版）（Kaiwishana[2], Kaishana）†
      - 中核ジャプラ＝コロンビア諸語（Nuclear Japura-Colombia）
        - Baniwa-Curripaco-Tariano
          - タリアナ語（Tariana）
          - バニワ＝クリパコ諸語（Baniwa-Curripaco）
            - クリパコ語（Curripaco; 別名: イペカ語 (Ipaca)）[注釈 4]
            - バニワ語（英語版）（Baniwa; 別名: Baniwa do Içana語、Issana語、マニバ語 (Maniba)）[注釈 5]

        - カビヤリ語（英語版）（Kaviyarí[2], Cabiyarí）
        - ピアポコ＝アチャワ諸語
          - アチャワ語（英語版）（Achawa[2]; 別名: アチャグア[2] (Achagua)）
          - ピアポコ語（英語版）（Piapoko[2], Piapoco）

        - Warekena-Mandahuaca諸語
          - マンダワカ語（英語版）（Mandawaca[5], Mandahuaca）

        - Yucunic諸語
          - ガルー語（Garú[2], Guaru）†
          - ユクナ語（英語版）（Jukuna[2], Yucuna）
          - ワイヌマ＝マリアテ語（英語版）（Wainumá-Mariaté, Uainuma-Mariate）†

      - レシガロ語（Resígaro; 別名: レシガーロ語[5]）
      - 未分類のジャプラ＝コロンビア諸語
        - パセ語（英語版）（Pasé[2], Passe）†
        - ユマナ語（英語版）（Jumana）†

  - Jurua-Jutai諸語
    - ワライク語（英語版）（Waraikú[2], Araicu）†

  - Negro-Roraima諸語
    - アルアン語（英語版）（Aruán[2], Aruan）†
    - Bahuanaic諸語
      - ウィリナ語（英語版）（Wiriná[2], Uirina）†
      - カリアイ語（英語版）（Kariaí[2], Cariay）†
      - シリアナ語（英語版）（Shiriana[2], Xiriâna）
      - マナオ語（英語版）（Manao）†

    - ワピシャナ諸語
      - Atorada語 (en) 
      - Mapidian語 (en) （別名: Mawayana語）
      - ワピシャナ語（英語版）（Wapishana）

- 南部マイプレ語派（Southern Maipuran）
  - Bolivia-Parana諸語
    - Baure-Carmelito-Joaquiniano諸語
      - バウレ語（Baure）

    - モホ語（英語版）（Moxo, Mojo）
      - イグナチアノ語（Ignachiano[2], Ignaciano）
      - トリニタリオ語（Trinitariano[2], Trinitario）

    - パウナ語（英語版）（Pauna; 別名: Paunaka語）
    - Terena-Kinikinao-Chane諸語
      - グアナ語（Guaná[注釈 6], Guana）
      - チャネ語（英語版）（Chané[注釈 6]）†
      - テレーノ語（Tereno; 別名: テレナ語 (Terena[2], Terêna)）

  - アンデス東麓語群（Pre-Andine）[注釈 7]
    - Asha-Ashe-Kak-Matsi-Nan諸語
      - Asha-Ashe-Kak諸語
        - Asha-Ashe諸語
          - Asháninka語 (en) 
          - Asheninka諸語 (en) [疑問点 – ノート]
            - Ajyíninka Apurucayali語 (en) （別名: Axininca Campa語）[注釈 8]
            - Ashéninka Pajonal語（別名: アトゥシリ語 (Atsiri)）[注釈 9]
            - Ashéninka Perené語[注釈 10][15]
            - Pichis Ashéninka語[注釈 11]
            - Ucayali-Yurúa Ashéninka語[注釈 12]

        - カキンテ語（英語版）（Caquinte）[注釈 13]

      - Matsi-Nan
        - マチゲンガ語（英語版）（Machiguenga; 別名: マツィゲンガ語[2] (Matsigenga)）
        - Nanti語 (en) 

    - ノマツィゲンガ語（英語版）（Nomatsiguenga）[注釈 14]

  - Purus諸語
    - Inaparic諸語
      - イニャパリ語（英語版）（Iñapari; 別名: イナパリ語 (Inapari)[2]）

    - アプリナ語（英語版）（Apuriná[2], Apurinã; 別名: イプリナ語 (Ipuriná)）
    - マンチネリ語（Manchineri; 別名: Machinere語）
    - Piroic諸語
      - イネ語（英語版）（Yine; 別名: ピーロ語 (Piro)[注釈 15]、シミリンチ語 (Simirinche)[注釈 15]、チョンタキーロ語 (Chontaquiro)）
      - マシコ・ピロ語（英語版）、マシュコピーロ語（Mashco Piro）

Hammarström（2016）では除かれているが、資料によってはイランシェ語（Iranche、Irantxe）やカナマリ語（Kanamarí, Canamari, Canamarí）、ハラクムブット語（ハラクンベット語 (Harákmbet)）がアラワク語族に含まれるとしている場合もある。

## 文法
アラワク系とされた言語の構造においては、接辞の付加による派生が主な特徴である。マイプレ語派とされた言語の大半は動詞の主語や名詞の所有者を表す人称接辞が一人称では接頭辞 nu-（あるいは n-） または接尾辞 -naを、二人称では接頭辞 pi-（あるいは p-） または 接尾辞 -bu をとる。この特徴を有する言語は Nu-Arawak と呼ばれ、アラワク祖語における形を継承したものと見做される。これに対し、ワユ語やタイノ語、ロコノ語などの場合は一人称の接辞が t(V)- であるため Ta-Arawak という括りによって Nu-Arawak との区別が為される場合がある。#分類におけるカリブ海諸語に相当する区分は、たとえばカウフマン（2000）では「TA・マイプレ下位語派」（英: Ta-Maipurean sub-branch）、ルイス他（2015） でも "Ta-Maipurean" として表されている。以下は、アイヘンヴァルトによる共通アラワク語（英: Common Arawak）における相互照応接辞（英: cross-referencing affixes）という、人称絡みの接辞の一覧である。
|                                                   |                                                   | 単数             | 単数          | 複数  | 複数 |
| 接頭辞                                            | 接尾辞                                            | 接頭辞           | 接尾辞        |       |      |
| ------------------------------------------------- | ------------------------------------------------- | ---------------- | ------------- | ----- | ---- |
| 一人称                                            | 一人称                                            | nu- もしくは ta- | -na, -te      | wa-   | -wa  |
| 二人称                                            | 二人称                                            | (p)i-            | -pi           | (h)i- | -hi  |
| 三人称                                            | 非女性                                            | ɾi-, i-          | -ɾi, -i       | na-   | -na  |
| 三人称                                            | 女性                                              | thu-, ɾu-        | -thu, -ɾu, -u | na-   | -na  |
| 「非人称」                                        | 「非人称」                                        | pa-              | -             | -     | -    |
| 仮の目的語や状態自動詞の主語 （英: dummy O/So）   | 仮の目的語や状態自動詞の主語 （英: dummy O/So）   | -                | -ni           | -     | -    |
| 焦点が当てられない他動詞主語 または動作自動詞主語 | 焦点が当てられない他動詞主語 または動作自動詞主語 | i- /(a-か)       | -             | -     | -    |

主語の人称は接頭辞で示される。
一方、目的語の人称は接尾辞で示され、動詞派生接辞に後接する。
動詞の時制は接尾辞で示される。
名詞の複数も通常は接尾辞によって表示される。
また、複数の形態素同士が連なる場合には母音が脱落したり母音調和が起こる言語も存在する。